# 龙嘎寺
龙嘎寺是位于中国西藏自治區那曲地区巴青县江绵乡的一座苯教寺院。

## 简介
龙嘎寺位于巴青县江绵乡，江绵乡距离巴青县城约40公里，较为靠近巴青县城。
据聂达·次旺活佛介绍称，该寺是西藏自治区境内的苯教主要寺院之一。2006年至2008年西藏拉萨城关区古艺建筑美术公司承接的各种建筑工程中，便包括了那曲巴青县龙嘎寺新建工程。